# Lista planetelor minore/164101–164200
Aceasta este Lista planetelor minore/164101–164200; pentru a naviga prin lista completă vezi Lista planetelor minore.
Pentru ale detalii vezi și Proiect:Astronomie sau Portal:Astronomie.
| Nume     | Denumire provizorie | Data descoperirii | Locul descoperirii | Descoperitor(i)   |
| -------- | ------------------- | ----------------- | ------------------ | ----------------- |
| 164101 - | 2003 WD168          | 19 noiembrie 2003 | Kitt Peak          | Spacewatch        |
| 164102 - | 2003 WY175          | 19 noiembrie 2003 | Kitt Peak          | Spacewatch        |
| 164103 - | 2003 XG5            | 1 decembrie 2003  | Kitt Peak          | Spacewatch        |
| 164104 - | 2003 XF9            | 4 decembrie 2003  | Socorro            | LINEAR            |
| 164105 - | 2003 XT9            | 4 decembrie 2003  | Socorro            | LINEAR            |
| 164106 - | 2003 XQ10           | 11 decembrie 2003 | Socorro            | LINEAR            |
| 164107 - | 2003 XU11           | 13 decembrie 2003 | Socorro            | LINEAR            |
| 164108 - | 2003 XW11           | 13 decembrie 2003 | Palomar            | NEAT              |
| 164109 - | 2003 XF13           | 14 decembrie 2003 | Kitt Peak          | Spacewatch        |
| 164110 - | 2003 XM16           | 14 decembrie 2003 | Palomar            | NEAT              |
| 164111 - | 2003 XQ17           | 15 decembrie 2003 | Kitt Peak          | Spacewatch        |
| 164112 - | 2003 XJ19           | 14 decembrie 2003 | Kitt Peak          | Spacewatch        |
| 164113 - | 2003 XT21           | 15 decembrie 2003 | Socorro            | LINEAR            |
| 164114 - | 2003 XR27           | 1 decembrie 2003  | Socorro            | LINEAR            |
| 164115 - | 2003 XC33           | 1 decembrie 2003  | Kitt Peak          | Spacewatch        |
| 164116 - | 2003 XP33           | 1 decembrie 2003  | Kitt Peak          | Spacewatch        |
| 164117 - | 2003 XL36           | 3 decembrie 2003  | Socorro            | LINEAR            |
| 164118 - | 2003 XY37           | 4 decembrie 2003  | Socorro            | LINEAR            |
| 164119 - | 2003 XF40           | 14 decembrie 2003 | Kitt Peak          | Spacewatch        |
| 164120 - | 2003 YK             | 17 decembrie 2003 | Socorro            | LINEAR            |
| 164121 - | 2003 YT1            | 18 decembrie 2003 | Catalina           | CSS               |
| 164122 - | 2003 YY3            | 16 decembrie 2003 | Catalina           | CSS               |
| 164123 - | 2003 YG5            | 16 decembrie 2003 | Catalina           | CSS               |
| 164124 - | 2003 YD10           | 17 decembrie 2003 | Socorro            | LINEAR            |
| 164125 - | 2003 YZ10           | 17 decembrie 2003 | Socorro            | LINEAR            |
| 164126 - | 2003 YV13           | 17 decembrie 2003 | Catalina           | CSS               |
| 164127 - | 2003 YO14           | 17 decembrie 2003 | Socorro            | LINEAR            |
| 164128 - | 2003 YM16           | 17 decembrie 2003 | Anderson Mesa      | LONEOS            |
| 164129 - | 2003 YB21           | 17 decembrie 2003 | Kitt Peak          | Spacewatch        |
| 164130 - | 2003 YY21           | 18 decembrie 2003 | Uccle⁠(d)           | Uccle⁠(d)          |
| 164131 - | 2003 YL43           | 19 decembrie 2003 | Socorro            | LINEAR            |
| 164132 - | 2003 YU45           | 17 decembrie 2003 | Socorro            | LINEAR            |
| 164133 - | 2003 YS48           | 18 decembrie 2003 | Socorro            | LINEAR            |
| 164134 - | 2003 YY48           | 18 decembrie 2003 | Socorro            | LINEAR            |
| 164135 - | 2003 YU58           | 19 decembrie 2003 | Socorro            | LINEAR            |
| 164136 - | 2003 YY69           | 21 decembrie 2003 | Socorro            | LINEAR            |
| 164137 - | 2003 YS78           | 18 decembrie 2003 | Socorro            | LINEAR            |
| 164138 - | 2003 YE81           | 18 decembrie 2003 | Socorro            | LINEAR            |
| 164139 - | 2003 YC84           | 19 decembrie 2003 | Socorro            | LINEAR            |
| 164140 - | 2003 YM85           | 19 decembrie 2003 | Socorro            | LINEAR            |
| 164141 - | 2003 YP87           | 19 decembrie 2003 | Socorro            | LINEAR            |
| 164142 - | 2003 YB91           | 20 decembrie 2003 | Socorro            | LINEAR            |
| 164143 - | 2003 YG91           | 20 decembrie 2003 | Socorro            | LINEAR            |
| 164144 - | 2003 YF96           | 19 decembrie 2003 | Socorro            | LINEAR            |
| 164145 - | 2003 YG104          | 21 decembrie 2003 | Socorro            | LINEAR            |
| 164146 - | 2003 YQ106          | 22 decembrie 2003 | Socorro            | LINEAR            |
| 164147 - | 2003 YR108          | 22 decembrie 2003 | Palomar            | NEAT              |
| 164148 - | 2003 YZ110          | 22 decembrie 2003 | Kitt Peak          | Spacewatch        |
| 164149 - | 2003 YL114          | 25 decembrie 2003 | Haleakala          | NEAT              |
| 164150 - | 2003 YF119          | 27 decembrie 2003 | Socorro            | LINEAR            |
| 164151 - | 2003 YM125          | 27 decembrie 2003 | Socorro            | LINEAR            |
| 164152 - | 2003 YP126          | 27 decembrie 2003 | Socorro            | LINEAR            |
| 164153 - | 2003 YS128          | 27 decembrie 2003 | Socorro            | LINEAR            |
| 164154 - | 2003 YE129          | 27 decembrie 2003 | Socorro            | LINEAR            |
| 164155 - | 2003 YS133          | 28 decembrie 2003 | Socorro            | LINEAR            |
| 164156 - | 2003 YD142          | 28 decembrie 2003 | Socorro            | LINEAR            |
| 164157 - | 2003 YY142          | 28 decembrie 2003 | Socorro            | LINEAR            |
| 164158 - | 2003 YE144          | 28 decembrie 2003 | Socorro            | LINEAR            |
| 164159 - | 2003 YY151          | 29 decembrie 2003 | Socorro            | LINEAR            |
| 164160 - | 2003 YL153          | 29 decembrie 2003 | Socorro            | LINEAR            |
| 164161 - | 2003 YW154          | 30 decembrie 2003 | Socorro            | LINEAR            |
| 164162 - | 2003 YY154          | 30 decembrie 2003 | Socorro            | LINEAR            |
| 164163 - | 2003 YS155          | 26 decembrie 2003 | Haleakala          | NEAT              |
| 164164 - | 2003 YK166          | 17 decembrie 2003 | Kitt Peak          | Spacewatch        |
| 164165 - | 2004 AC4            | 13 ianuarie 2004  | Anderson Mesa      | LONEOS            |
| 164166 - | 2004 AQ5            | 13 ianuarie 2004  | Anderson Mesa      | LONEOS            |
| 164167 - | 2004 AJ7            | 13 ianuarie 2004  | Palomar            | NEAT              |
| 164168 - | 2004 AP8            | 14 ianuarie 2004  | Palomar            | NEAT              |
| 164169 - | 2004 AK25           | 12 ianuarie 2004  | Palomar            | NEAT              |
| 164170 - | 2004 AS25           | 12 ianuarie 2004  | Palomar            | NEAT              |
| 164171 - | 2004 AP26           | 13 ianuarie 2004  | Anderson Mesa      | LONEOS            |
| 164172 - | 2004 BY5            | 16 ianuarie 2004  | Kitt Peak          | Spacewatch        |
| 164173 - | 2004 BM10           | 17 ianuarie 2004  | Kitt Peak          | Spacewatch        |
| 164174 - | 2004 BM17           | 18 ianuarie 2004  | Kitt Peak          | Spacewatch        |
| 164175 - | 2004 BO37           | 19 ianuarie 2004  | Kitt Peak          | Spacewatch        |
| 164176 - | 2004 BE46           | 21 ianuarie 2004  | Socorro            | LINEAR            |
| 164177 - | 2004 BM46           | 21 ianuarie 2004  | Socorro            | LINEAR            |
| 164178 - | 2004 BP48           | 21 ianuarie 2004  | Socorro            | LINEAR            |
| 164179 - | 2004 BA49           | 21 ianuarie 2004  | Socorro            | LINEAR            |
| 164180 - | 2004 BD52           | 21 ianuarie 2004  | Socorro            | LINEAR            |
| 164181 - | 2004 BJ52           | 21 ianuarie 2004  | Socorro            | LINEAR            |
| 164182 - | 2004 BM52           | 21 ianuarie 2004  | Socorro            | LINEAR            |
| 164183 - | 2004 BG59           | 23 ianuarie 2004  | Socorro            | LINEAR            |
| 164184 - | 2004 BF68           | 27 ianuarie 2004  | Socorro            | LINEAR            |
| 164185 - | 2004 BD69           | 20 ianuarie 2004  | Kingsnake⁠(d)       | J. V. McClusky⁠(d) |
| 164186 - | 2004 BP70           | 22 ianuarie 2004  | Socorro            | LINEAR            |
| 164187 - | 2004 BR70           | 22 ianuarie 2004  | Socorro            | LINEAR            |
| 164188 - | 2004 BB74           | 24 ianuarie 2004  | Socorro            | LINEAR            |
| 164189 - | 2004 BQ76           | 25 ianuarie 2004  | Haleakala          | NEAT              |
| 164190 - | 2004 BD80           | 24 ianuarie 2004  | Socorro            | LINEAR            |
| 164191 - | 2004 BD94           | 28 ianuarie 2004  | Haleakala          | NEAT              |
| 164192 - | 2004 BP105          | 25 ianuarie 2004  | Haleakala          | NEAT              |
| 164193 - | 2004 BM146          | 22 ianuarie 2004  | Socorro            | LINEAR            |
| 164194 - | 2004 BM151          | 18 ianuarie 2004  | Palomar            | NEAT              |
| 164195 - | 2004 CT13           | 11 februarie 2004 | Palomar            | NEAT              |
| 164196 - | 2004 CF52           | 14 februarie 2004 | Socorro            | LINEAR            |
| 164197 - | 2004 CQ68           | 11 februarie 2004 | Palomar            | NEAT              |
| 164198 - | 2004 CN74           | 11 februarie 2004 | Palomar            | NEAT              |
| 164199 - | 2004 CP80           | 11 februarie 2004 | Palomar            | NEAT              |
| 164200 - | 2004 DK29           | 17 februarie 2004 | Kitt Peak          | Spacewatch        |